# Olha Kulynych
Olha Kulynych, née le 1er février 2000 à Bila Tserkva, est une coureuse cycliste ukrainienne, spécialisée dans le cyclisme sur route.

## Biographie

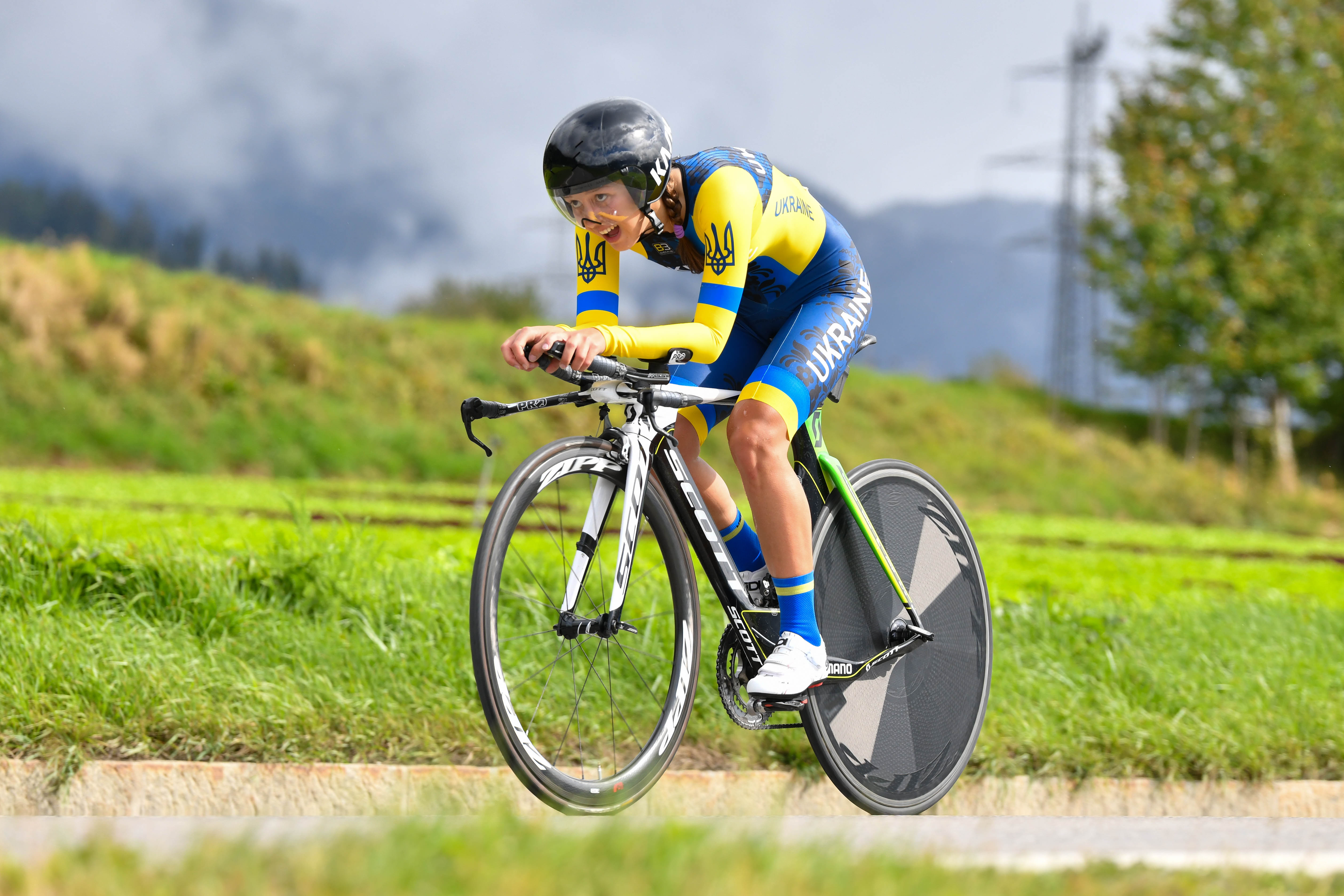
Lors des championnats du monde junior en 2018

En 2017 et 2018, Olha Kulynych réalise le doublé lors des championnats d'Ukraine juniors, remportant à chaque fois le titre sur le contre-la-montre et la course en ligne. En 2019, elle remporte le titre espoir du contre-la montre.
En 2020, elle signe un premier contrat professionnel avec l’équipe continentale belge Ciclotel. Dès le 25 janvier, elle remporte sa 1re course professionnelle UCI (hors championnat national) sur le Grand Prix Belek en Turquie.
Son équipe cesse ses activités à la fin de la saison.
Elle s’engage alors avec Doltcini-Van Eyck-Proximus CT, une autre équipe continentale belge, pour la saison 2021. À la fin de la saison, l'équipe fusionne avec Bingoal Casino-Chevalmeire, et Olha Kulynych est conservée.
En 2022, entre des restrictions liées à la pandémie de Covid-19 et le début de l'invasion de l'Ukraine par la Russie, elle se retrouve dans l'impossibilité de rentrer dans son pays, et reste donc en Belgique de façon plus pérenne, auprès de son compagnon, le cycliste Abram Stockman.
Sa saison 2023 est plus aboutie, elle remporte le classement général du tour de Feminin puis la dernière étape du Tour de Toscane féminin-Mémorial Michela Fanini.
En 2024, elle rejoint l'équipe Fenix-Deceuninck Development, qui évolue en niveau continental, équipe de développement de la WorldTeam Fenix-Deceuninck. Elle peut alors participer à certaines épreuves avec la WorldTeam, comme la Setmana Ciclista Valenciana, où elle remporte le classement de meilleure grimpeuse.

## Palmarès sur route

### Par années
- 2017
  -  Championne d'Ukraine sur route juniors
  -  Championne d'Ukraine du contre-la-montre juniors
- 2018
  -  Championne d'Ukraine sur route juniors
  -  Championne d'Ukraine du contre-la-montre juniors
- 2019
  -  Championne d'Ukraine du contre-la-montre espoirs
- 2020
  - Grand-Prix Belek
- 2023
  - Tour de Feminin
  - 4e étape du Tour de Toscanne
  - Zottegem-Strijpen
- 2025
  - 2e de la Ladies Race Slovakia

### Classements mondiaux
| Année                                 | 2019 | 2020 | 2021 | 2022 | 2023 | 2024 |
| ------------------------------------- | ---- | ---- | ---- | ---- | ---- | ---- |
| Classement UCI                        | 356e | 121e | 399e | nc   | 188e | 343e |
|                                       |      |      |      |      |      |      |
| Légende : nc = non classéSource : UCI |      |      |      |      |      |      |

## Palmarès sur piste

### Championnats d'Europe
| Édition / Épreuve     | Omnium | Course aux points |
| Anadia 2017 (juniors) | Argent | Or                |
| Aigle 2018 (juniors)  |        | Argent            |